# Естафета

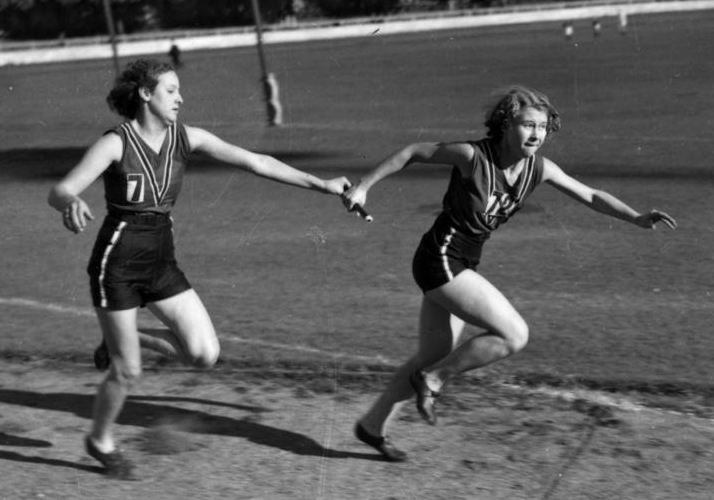
Передача естафетної палички

Естафе́та (від італ. Staffetta) — вид командного спортивного змагання, яке складається з низки завдань, що виконують різні члени команди, при чому виконання наступного завдання розпочинається тільки після завершення попереднього.

## Основні параметри
Окремі завдання в складі естафети називають етапами естафети.
Завдання в естафеті можуть бути однаковими, наприклад, пробігти 100 метрів, або різними, якщо естафета комбінована.
В естафетному бігу використовують естафетну паличку, яку після завершення етапу один член команди передає іншому. В інших видах спорту, наприклад, у плаванні чи лижних перегонах, естафетні палички не використовують.

## Правила
Основні правила полягають в правильній передачі естафетної палички з етапу на етап і в тому, що не можна заважати суперникам проходити дистанцію. Передачу слід виконувати в межах спеціального коридору (в естафеті 4×100 м його довжина становить 20 метрів). Спортсмени не мають права користуватися рукавичками чи іншими засобами для втримання палички.
Найчастіше зустрічаються такі технічні помилки:
- Втрата палички.
- Передача поза коридором.
- Заважання суперникам у вільній передачі палички або проходженні дистанції.

У спринтерських естафетах чітка передача палички грає ключову роль і відпрацьовується довгими тренуваннями.